# John Cassin
John Cassin (6 de septiembre de 1813 - 10 de enero de 1869) fue un ornitólogo y algólogo estadounidense.
Está considerado como uno de los ornitólogos estadounidenses más importantes, puesto que describió 198 aves que no habían sido previamente mencionadas por Alexander Wilson ni por John James Audubon.
Las obras más conocidas de Cassin son Illustrations of the Birds of California, Texas, Oregon, British and Russian America (1853-56), y Birds of North America (1860), escrito junto con Spencer Fullerton Baird y George Newbold Lawrence.
Su salud se vio muy alterada por los días de la Guerra civil. Además el arsénico, manipulado para conservar los especímenes de aves, y como a otros ornitólogos de su época, con terribles consecuencias : muere con 55 años.

## Otras publicaciones
- john Cassin. 1858. Mammalogy and ornithology. Editor Lippincott, 4 pp.
- -----------------. Explorations and Survey for a Railroad Route from the Mississippi to the Pacific Ocean. 1858
- -----------------. Ornithology of the Japan Expedition 1856
- -----------------. Ornithology of Gillies's Astronomical Expedition to Chili. 1855
- -----------------. Birds of Chile. 1855
- -----------------. Ornithology of the United States Exploring Expedition. Washington, 1845

### Libros
- john Cassin. 2010. Illustrations of the Birds of California, Texas, Oregon, British and Russian America. Intended to Contain Descriptions and Figures of All. Editor General Books LLC, 230 pp. ISBN 1155080300
- spencer Fullerton Baird, john Cassin, george Newbold Lawrence. 1860. The birds of North America. Natural sciences in America. Edición	ilustrada, reimpresa de Arno Press, 1005 pp.

## Abreviatura (zoología)
La abreviatura Cassin  se emplea para indicar a John Cassin como autoridad en la descripción y taxonomía en zoología.

- La abreviatura «Cassin» se emplea para indicar a John Cassin como autoridad en la descripción y clasificación científica de los vegetales.[1]